# Husayn al-Marsafi
Le cheikh Ḥusayn al-Marṣafỉ (1815-1890) est un professeur de littérature arabe dans l'Égypte du XIXe siècle.

## Biographie
Ḥusayn al-Marṣafỉ naît en 1815 probablement au Caire mais le village de ses origines est Marṣafa près de Benha. Son père était professeur dans l'Université al-Azhar du Caire. Ḥusayn perd la vue à l'âge de trois ans mais cela ne l'a pas empêché d'intégrer al-Azhar pour étudier le Coran et ensuite l'enseigner dans la même université dans les années 1840-1845.
Après son titre de professeur, il devient maître (’ãlimiyya) quand le titre est réglementé par Ismaïl Pacha en 1872 comprenant les disciplines du droit, de la théologie, de la tradition, de l'exégèse coranique, de la syntaxe, de la morphologie et de la rhétorique. Cette année là 1872, le ministre de l'Instruction Publique, Ali Pacha Mubãrak, le nomme professeur de sciences de la langue arabe comprenant grammaire, rhétorique et littérature dans l'école de Dãr al-ulũm qu'il vient de fonder. Il y reste jusqu'en 1888, soit presque jusqu'à sa mort intervenue deux ans plus tard en 1890. En 1881, il entre au Conseil supérieur de l'Instruction Publique chargé d'établir un plan de réforme de l'enseignement.

## Œuvres
Ses cours sont réunis dans un recueil, Al-Wasilah al-Adabiyah ila Ulum al-'Arabiyah, qui constitue le premier grand manuel de littérature et de langue de la renaissance arabe. Il marque un tournant dans le domaine de la critique littéraire moderne.
Son deuxième ouvrage, Risãlat al-kalim al-țamãn, paru en 1881, commente huit mots de la langue politique que sont umma (nation), watan (patrie), hukũma (gouvernement), 'adl (justice), zulm (injustice), siyãsa (politique), hurriyya (liberté), tarbiya (éducation). Il constitue un lexique politique destiné tant à distraire qu'à instruire.